# سلسلة منافسات دانا وايت
سلسلة منافسات دانا وايت (بالإنجليزية: Dana White's Contender Series)‏ هو عرض ترويجي لفنون القتال المختلطة الأمريكية.
أقيم الحدث الافتتاحي في 11 يوليو 2017. وقد أقيمت جميع الأحداث في مقر يو إف سي الرئيسي في لاس فيغاس.

## قائمة المواسم
| الاسم            | تاريخ البدء   | تاريخ النهاية  | عدد العقود | عدد الأحداث | المكان              | الموقع                              |
| ---------------- | ------------- | -------------- | ---------- | ----------- | ------------------- | ----------------------------------- |
| الموسم 7 (57-66) | 8 أغسطس 2023  | 10 أكتوبر 2023 | 10         | 2           | مركز يو إف سي أبيكس | لاس فيغاس، نيفادا، الولايات المتحدة |
| الموسم 6 (47-56) | 26 يوليو 2022 | 27 سبتمبر 2022 | 43         | 10          | مركز يو إف سي أبيكس | لاس فيغاس، نيفادا، الولايات المتحدة |
| الموسم 5 (37-46) | 31 أغسطس 2021 | 2 نوفمبر 2021  | 39         | 10          | مركز يو إف سي أبيكس | لاس فيغاس، نيفادا، الولايات المتحدة |
| الموسم 4 (27-36) | 4 أغسطس 2020  | 17 نوفمبر 2020 | 37         | 10          | مركز يو إف سي أبيكس | لاس فيغاس، نيفادا، الولايات المتحدة |
| الموسم 3 (17-26) | 18 يونيو 2019 | 27 أغسطس 2019  | 30         | 10          | مركز يو إف سي أبيكس | لاس فيغاس، نيفادا، الولايات المتحدة |
| موسم البرازيل    | 24 أغسطس 2018 | 7 سبتمبر 2018  | 11         | 3           | مركز تدريب يو إف سي | لاس فيغاس، نيفادا، الولايات المتحدة |
| الموسم 2 (9-16)  | 12 يونيو 2018 | 7 أغسطس 2018   | 23         | 8           | مركز تدريب يو إف سي | لاس فيغاس، نيفادا، الولايات المتحدة |
| الموسم 1 (1-8)   | 11 يوليو 2017 | 29 أغسطس 2017  | 16         | 8           | مركز تدريب يو إف سي | لاس فيغاس، نيفادا، الولايات المتحدة |

## قائمة الفائزين بالعقود
| الموسم               | رقم الحلقة                                                                         | رقم الحلقة                                                                        | رقم الحلقة                                                                     | رقم الحلقة                                                          | رقم الحلقة                                                              | رقم الحلقة                                                              | رقم الحلقة                                               | رقم الحلقة                                                       | رقم الحلقة                                                              | رقم الحلقة                                                            |
| الموسم               | 1                                                                                  | 2                                                                                 | 3                                                                              | 4                                                                   | 5                                                                       | 6                                                                       | 7                                                        | 8                                                                | 9                                                                       | 10                                                                    |
| -------------------- | ---------------------------------------------------------------------------------- | --------------------------------------------------------------------------------- | ------------------------------------------------------------------------------ | ------------------------------------------------------------------- | ----------------------------------------------------------------------- | ----------------------------------------------------------------------- | -------------------------------------------------------- | ---------------------------------------------------------------- | ----------------------------------------------------------------------- | --------------------------------------------------------------------- |
| الموسم 7 (2023)      | سيزار ألميدا توم نولان كايو ماتشادو بايتون تالبوت كيفن بورخاس                      | عبد الكريم السلوادي إيبو أصلان حيدر اميل إدواردا مورا شارالامبوس غريغوريو         | زكاري ريس أوبان إليوت لويس باجويلو                                             |                                                                     |                                                                         |                                                                         |                                                          |                                                                  |                                                                         |                                                                       |
| الموسم 6 (2022)      | جوزيف بيفر                                                                         | كريس دنكان فينيسيوس سلفادور شانون روس فرانسيس مارشال والدو كورتيس أكوستا بيلي جوف | جمال بوجوس إريك سيلفا كلايتون كاربنتر                                          | إستيبان ريبوفيتش كلاوديو ريبيرو خوسيه جونسون هيلي كوان ناظم ساديخوف | مايكل باركين زهور داريوس خيسوس سانتوس أغيلار كاميرون سايمان دينيس جوميز | يوساكو كينوشيتا سيدريك دوماس ماتيوس ريبيكي فيكتوريا دوداكوفا بليك بيلدر | فيتور بيترينو غابرييل بونفيم كارل ويليامز إسماعيل بونفيم | فريد بشارات إكرام أليسكروف تريفور بيك برونا برازيل دانييل ماركوس | برونو فيريرا راؤول روزاس جونيور أوستن لين نورولو علييف جافل فيلهو       | بو نيكال سام باترسون جاك جنكينز رافائيل راموس إستيفام ماتيوس ميندونسا |
| الموسم 5 (2021)      | عزامات مرزكانوف جواندرسون بريتو فيكتور ألتاميرانو كارلوس كانديلاريو ايه جيه فليتشر | جوش كوينلان تشيدي نجوكواني سايمون أوليفيرا سي جيه فيرغارا تشاد انهيليجر           | جيلتون ألميدا ألبرت دورايف لوكاس برزيسكي جاك ديلا مادالينا ياسمين جاسودافيشيوس | ايه جي دوبسون مايكل موراليس كليدسون رودريجيز فيكتور مارتينيز        | ايهور بوتيريا دانيال زيلهوبر                                            | مايك مالوت كارلوس هيرنانديز فيرني جارسيا جينارو فالديز                  | مارتن بوداي جيك هادلي سلافا بورشيف                       | أرمين بيتروسيان كايو بورالهو بييرا رودريغيز جوني بارسونز         | جاجي عمرجادجييف كريستيان كينيونيز جاويد بشارات كارين سيلفا مانويل توريس | ماهيشات يوهان لينيس                                                   |
| الموسم 4 (2020)      | داستين جاكوبي أوروس ميديتش جوردان ليفيت                                            | داستن ستولتزفوس أدريان يانيز كوري ماكينا تي جيه. لارامي إمبا كاسانجاناي           | لويس كوس شيان فليسماس أوريون كوستشي جوش باريسيان                               | جيمي بيكيت رافائيل ألفيس جيف مولينا كولين هوكبودي                   | جيمي فليك روني لورانس ويليام نايت                                       | فيل هاوز دراكو رودريجيز تافون نتشوكوي عليسخاب خيزريف                    | جوردان ويليامز كولين أنجلين دانييل وولف                  | كارلوس أولبرج اجناسيو باهامونديس لويس سالدانيا جاريد فانديرا     | ناتان ليفي نيكولاس موتا لوانا بينيرو                                    | جي بي يشتري جلوريا دي باولا تاكر لوتز فيكتوريا ليوناردو               |
| الموسم 3 (2019)      | بوناهيلي سوريانو يورجان دي كاسترو                                                  | مايلز جونز ميغيل بايزا                                                            | جو سوليكي أنطونيو تروكولي هنتر أزور ماكي بيتولو جوناثان بيرس                   | أنطونيو أرويو أودي أوزبورن دونت تيل مايز بريندان ألين               | شون وودسون جمال هيل بيلي كوارانتيلو                                     | اليكسا كامور آلون كروز تريسي كورتيز رودريجو ناسيمنتو                    | عمر موراليس هربرت بيرنز أندريه مونيز                     | بروك ويفر سارة ألبار توني جرافلي                                 | فيليب رو                                                                | دوشكو تودوروفيتش بيتر باريت تي جيه. براون                             |
| موسم البرازيل (2018) | روجيريو بونتورين مايرا بوينو سيلفا سارة فروتا أوقستو ساكاي                         | تيلا سانتوس جوني ووكر مارينا رودريجيز                                             | راوليان بايفا فينيسيوس موريرا لوانا كارولينا تياجو مويسيس                      |                                                                     |                                                                         |                                                                         |                                                          |                                                                  |                                                                         |                                                                       |
| الموسم 2 (2018)      | ألونزو مينيفيلد غريغ هاردي                                                         | مات سايلز أنتوني هيرنانديز ريان سبان دوايت جرانت                                  | أنتونينا شيفتشينكو تيجوفان إدواردز                                             | بيفون لويس جوردان اسبينوزا                                          | مايسي باربر دومينغو بيلارتي ادمن شهبازيان                               | جيمي كروت صديق يوسف جيف هيوز                                            | روزفلت روبرتس إيان هاينيش جوردان غريفين خوان آدامز       | ديفونتي سميث كينيدي نزيتشوكو بوبي موفيت                          |                                                                         |                                                                       |
| الموسم 1 (2017)      | كيرت هولوبو بوسطن سالمون                                                           | Sean O'Malley                                                                     | كارل روبرسون جيف نيل                                                           | جوليان ماركيز براندون ديفيس                                         | مايك رودريجيز أليكس بيريز                                               | تشارلز بيرد جرانت داوسون                                                | بينيتو لوبيز جوبي سانشيز                                 | مات فريفولا لورين مولر ألين كراودر                               |                                                                         |                                                                       |